# 35316 Monella
35316 Monella este un asteroid din centura principală de asteroizi.

## Descriere
35316 Monella este un asteroid din centura principală de asteroizi. A fost descoperit pe 11 ianuarie 1997 la Sormano de Piero Sicoli și Marco Cavagna. Asteroidul prezintă o orbită caracterizată de o semiaxă mare de 2,74 ua, o excentricitate de 0,12 și o înclinație de 12,3° în raport cu ecliptica.